# Colate basaltiche continentali dell'Etiopia-Yemen

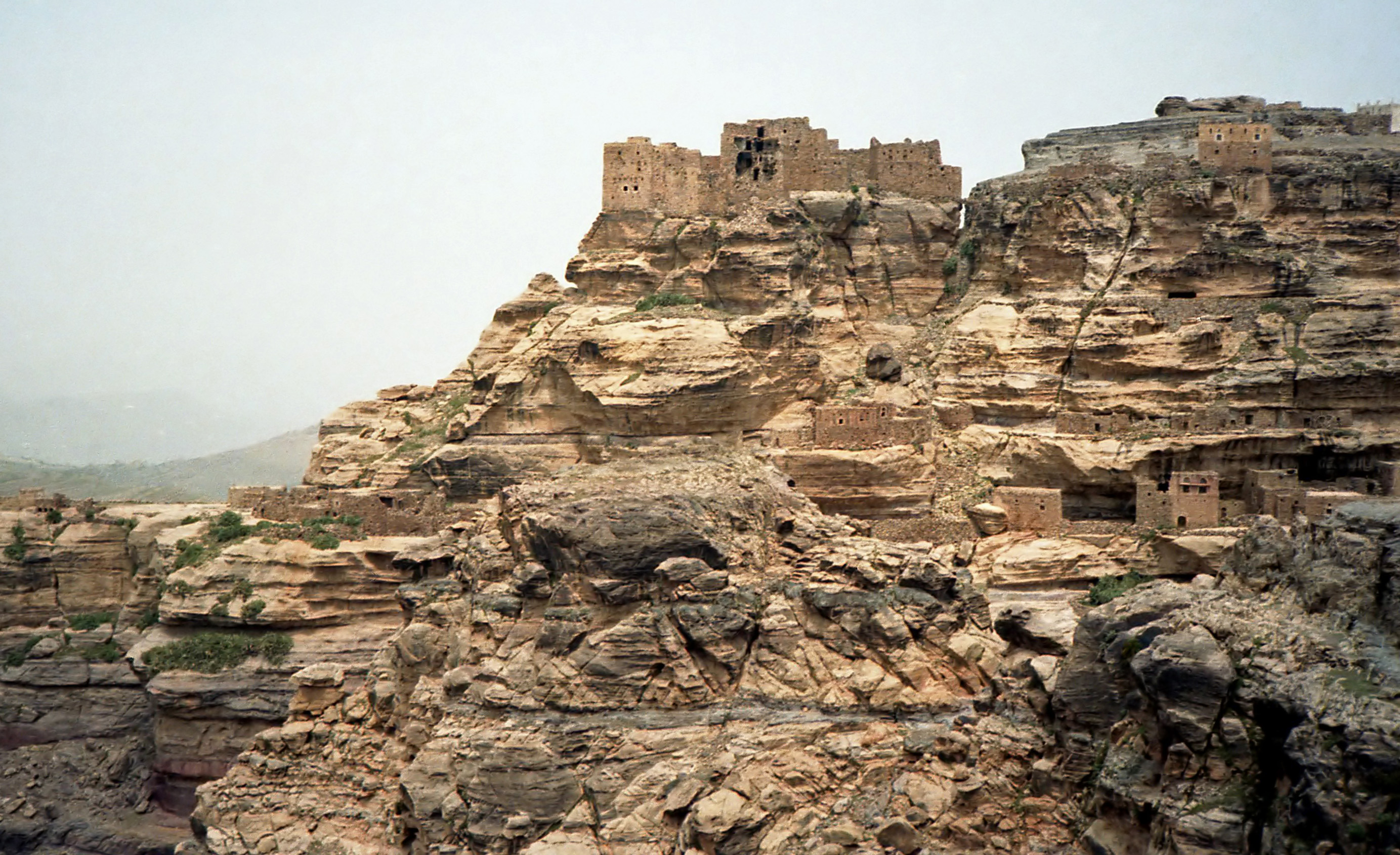
L'ignimbrite di Shibam-Kawkaban, nello Yemen, fa parte delle colate basaltiche continentali dell'Etiopia-Yemen.

Le colate basaltiche continentali dell'Etiopia-Yemen (in lingua inglese Ethiopia-Yemen Continental Flood Basalts) sono state eruttate nel corso dell'Oligocene. Coprono un'area di circa 600.000 km² in Yemen e Etiopia, con un volume stimato superiore ai 350.000 km3. Sono associate all'Afar plume e all'inizio del rifting nella parte meridionale del Mar Rosso e del Golfo di Aden.
In Etiopia le colate basaltiche ricoprono una vecchia superficie erosionale dove sono presenti alcune aree pianeggianti o pedemontane. Il ricoprimento delle vecchie superfici da parte della lava ha preservato i suoli di laterite sia in Etiopia che nello Yemen.

## Composizione
La lava delle colate basaltiche continentali dell'Etiopia-Yemen mostra variazioni sistematiche della composizione sia in senso verticale che laterale. La maggior parte delle lave sono basaltiche, ma quelle più vicine al triangolo di Afar sono costituite da basalti transizionali ad alto contenuto di titanio e picrite; allontanandosi da questa zona si passa a basalti tholeiitici ad alto contenuto di titanio e infine a basalti tholeiitici a basso tenore di titanio. La sequenza è un esempio di vulcanismo bimodale e la parte superiore contiene quantità significative di lava riolitica.